# Hello (EP của Mamamoo)
Hello là mini album đầu tay của nhóm nhạc nữ Hàn Quốc Mamamoo, được phát hành bởi Rainbow Bridge World Entertainment vào ngày 18 tháng 6 năm 2014 và phân phối bởi CJ E&M Music. Tổng cộng gồm 7 bài hát, bao gồm single "Mr. Ambiguous", được sử dụng để quảng bá cho album. Album có trước ba single kết hợp với Bumkey, K.Will, Wheesung và Geeks. Album là sự kết hợp giữa các phong cách âm nhạc, bao gồm R&B, hip hop và funk.

## Phát hành và bảng xếp hạng
Single đầu tiên của Mamamoo "Don't Be Happy", hợp tác với Bumkey, được phát hành ngày 9 tháng 1 năm 2014. Mặc dù không có quảng bá, bài hát vẫn xếp hạng thứ 20 trên Gaon Digital Chart và 24 trên Billboard Korea K-Pop Hot 100. Nhóm tiếp tục phát hành single "Peppermint Chocolate" với K.Will (feat. Wheesung) vào ngày 11 tháng 2. Bài hát xếp vị thứ 10 và 7 trên các bảng xếp hạng nói trên. Single hợp tác thứ ba của Mamamoo, "Heeheehaheho" với Geeks, được phát hành ngày 30 thang 5 và xếp vị trí 50 và 45.
Ngày 18 tháng 6 năm 2014, mini album đầu tiên của nhóm Hello được phát hành. Tổng cộng ba bài hát hợp tác trước đó và bốn bài hát mới, bao gồm single "Mr. Ambiguous", được sử dụng để quảng bá cho album. Được phát hành trong cả CD và digital, nhưng "Peppermint Chocolate" chỉ được có trong phiên bản CD của album. Album ra mắt tại vị trí 19 trên Gaon Album Chart trong tuần thứ ba của tháng 6 năm 2014. "Mr. Ambiguous" đạt vị trí 53 trên Gaon Digital Chart, và đạt vị trí 19 vào hai tuần sau đó. Và cũng được xếp vị thứ 28 trên K-Pop Hot 100. Mamamo ngạc nhiên khi bài hát trở thành hit, vì nó phù hợp với phong cách độc đáo của nhóm và nhóm không nghĩ rằng bài hát có sức hấp dẫn công chúng. Trong tháng 11 năm 2015, album lại leo lên Gaon Album Chart, đạt vị trí thứ 16. Điều này là do nhóm đạt được sự chú ý của công chúng sau khi chiến thắng trong một tập của Immortal Songs: Singing the Legend.

## Quảng bá
MV cho  "Mr. Ambiguous" được phát hành cùng lúc với album. MV theo phong cách retro và bao gồm các phông nền đen trắng được thiết kế để trông giống như đằng sau những cảnh quay hậu trường. MV xuất hiện cameo bởi nhạc sĩ nổi tiếng, bao gồm Lee Jong-hyun như một tay đàn Guitar và "Mr. Ambiguous". Trong MV, Jung Joon-young là một giám đốc, K.Will là một thợ chụp hình, Wheesung là đạo diễn MV, Rhymer là giám đốc camera, Bumkey là hợp xướng, Don Spike là nghệ sĩ piano và Baek Ji-young là nhà sản xuất. Một camera ẩn xuất hiện ở cuối MV, bắt đầu với việc Baek Ji-young hỏi Mamamoo lý do tại sao họ không được hát live trong buổi chụp hình. Sau khi họ biểu diễn lại, cô chỉ trích việc thực hiện và nói rằng cô rất thất vọng với nhóm. Cảnh các thành viên bị shock là thật vì nhóm không được thông báo trước rằng Baek Ji-young sẽ được diễn xuất trong cảnh đó.
Nhóm thực hiện sân khấu debut đầu tiên trên M! Countdown vào ngày 19 tháng 6. Sau đó nó được trình diễn trên các chương trình âm nhạc khác. Ngày 27 tháng 6, nhóm có một màn trình diễn đặc biệt trên Music Bank, nhóm trình diễn "Peppermint Chocolate" với K.Will và Ravi của nhóm VIXX. Ngày 18 tháng 7, nhóm trình diễn phiên bản mới của "Mr. Ambiguous" với intro jazzy, break dance và lời từ "Billie Jean" của Michael Jackson---phần lời bài hát mới là "Billie Jean không phải là người yêu của tôi, Mamamoo là người yêu duy nhất" trên Music Bank. Ngày 10 tháng 7 năm 2015, nhóm xuất hiện trên You Hee-yeol's Sketchbook, nơi nhóm trình diễn phiên bản medley của "Mr. Ambiguous" mà kết hợp lời bài hát từ các ca khúc nổi tiếng của Kpop.

## Danh sách bài hát
| CD version       | CD version                                                                                                  | CD version                           | CD version       | CD version                 | CD version |
| STT              | Nhan đề | Phổ lời                              | Phổ nhạc         | Arrangement                | Thời lượng |
| ---------------- | --- | ------------------------------------ | ---------------- | -------------------------- | ---------- |
| 1.               | "Hello" | Esna                                 | Kim Do-hoon Esna | Kim Do-hoon                | 0:43       |
| 2.               | "Mr. Ambiguous" (tiếng Hàn: Mr. 애매모호; Romaja: Mr. Aemaemoho)                                            | Min Yeon-jae Louie                   | Kim Do-hoon      | Kim Do-hoon                | 3:41       |
| 3.               | "Heeheehaheho" (히히하헤호) (với Geeks)                                                                     | Esna Kim Do-hoon Lil Boi Louie Hwasa | Kim Do-hoon Esna | Kim Do-hoon                | 3:44       |
| 4.               | "Baton Touch"                                                                                               | Park Woo-sang                        | Park             | Park                       | 2:52       |
| 5.               | "I Do Me" (내맘이야; Naemamiya; lit. "My Heart") (Hwasa solo)                                               | Hwasa                                | Hwasa            | Zo Jo Jae-hyeop Seo Ji-eun | 3:07       |
| 6.               | "Peppermint Chocolate" (썸남썸녀; Sseomnamsseomnyeo, lit. "Some Guy, Some Girl") (với K.Will feat.Wheesung) | Kim Eana, Wheesung                   | Kim Do-hoon Esna | Lee Sang-ho                | 3:30       |
| 7.               | "Don't Be Happy" (행복하지마; Haengbokhajima) (với Bumkey)                                                  | Esna                                 | Esna             | Kim Do-hoon                | 3:36       |
| Tổng thời lượng: | Tổng thời lượng:                                                                                            | Tổng thời lượng:                     | Tổng thời lượng: | Tổng thời lượng:           | 21:13      |

## Bảng xếp hạng
| Bảng xếp hạng (2015)  | Vị trí cao nhất |
| --------------------- | --------------- |
| Hàn Quốc Album (Gaon) | 16              |